# Neoperreo
El neoperreo es un subgénero musical del reguetón desarrollado en Latinoamérica en la década de los 2010.

## Origen y características
Surgido en paralelo a la eclosión del reguetón como género mainstream a escala global, el neoperreo se caracteriza por producciones más oscuras y alejadas del pop que las de los artistas más populares del género. Asimismo, se ha caracterizado por una fuerte presencia de artistas mujeres y queer, y letras que con frecuencia buscan subvertir o reapropiarse de estereotipos de género, en especial aquellos relativos a la sexualidad. El término fue acuñado en forma de hashtag por Tomasa del Real, quien es considerada junto a Ms Nina una de las figuras fundacionales del subgénero.
El neoperreo se ha caracterizado también por su carácter ecléctico. Además de las influencias ya mencionadas, con frecuencia ha tomado elementos de la música electrónica. En particular, en los inicios del movimiento varias artistas incorporaron sonidos del witch house.

## Desarrollo

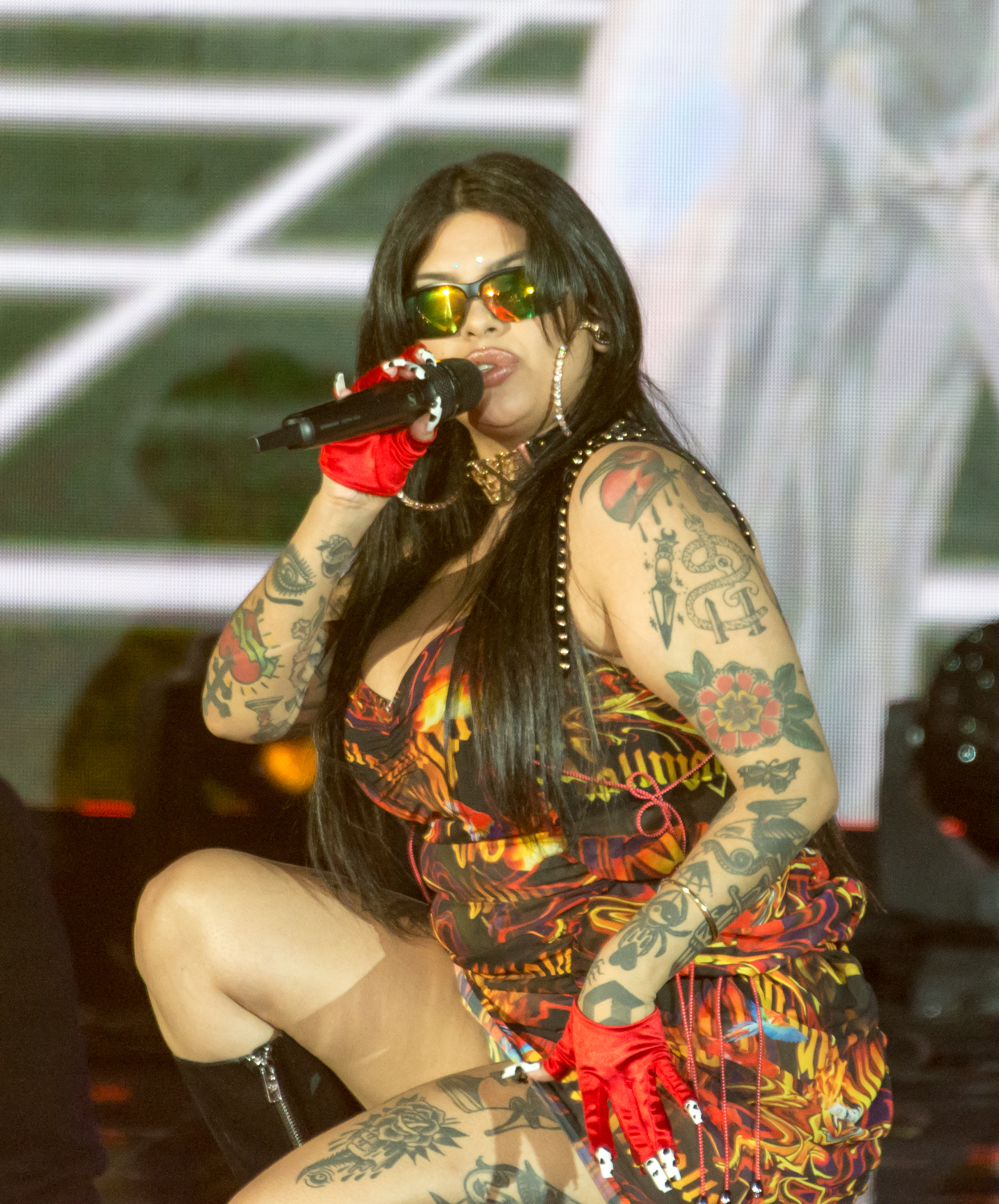
La cantante Tomasa del Real en una actuación en Santiago de Chile en julio de 2019.

El neoperreo establece vínculos con el dembow y el reguetón clásico de principios de la década de los 2000, revindicando especialmente a artistas como Ivy Queen, cuyas letras de contenido feminista y demandas de autonomía sexual se han considerado un precedente. El reguetón de esa época es considerado por estas artistas como más cercano al espíritu callejero del género, así como a una dimensión más corpórea y menos cercana al pop del mismo. En este sentido, Del Real ha indicado que en el neoperreo "el perreo se convierte en un lubricante social" que se había perdido con las derivas más recientes del género. Sus letras acentúan así desde un prisma festivo el componente feminista, antirracista e inclusivo de parte del reguetón, estableciendo alianzas y creando espacios de libertad para "los freaks, los raros, los inadaptados". Por todo ello, algunos analistas han atribuido al subgénero haber "revolucionado" el reguetón, contribuyendo asimismo a un "cambio de paradigma" a la hora de relacionarse con el género desde una óptica feminista y queer que hace énfasis en las libertades sexuales.

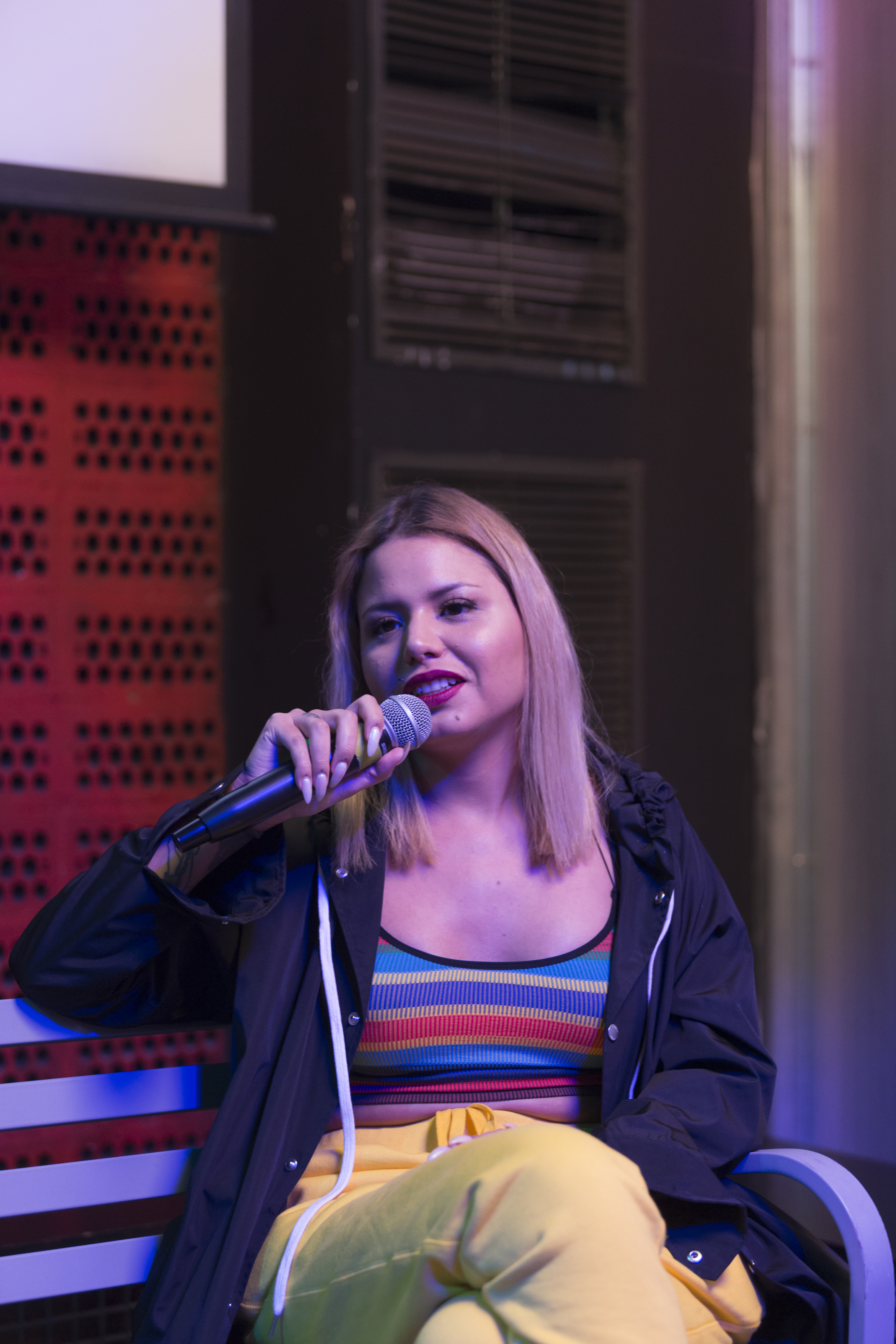
La cantante Ms Nina durante una entrevista en Barcelona en enero de 2019.

Más recientemente, se ha desarrollado en él una corriente vinculada al deconstructed club, que revisita lenguajes del reguetón clásico desde una óptica más experimental o abrasiva, mezclándolos con elementos de otros géneros. En esta línea se encuadran Safety Trance, Kamixlo, Kelman Duran, Dinamarca o, de forma destacada, Arca, en canciones de sus álbumes Kick I y Kick II como «Mequetrefe», «KLK» (con Rosalía), «Prada», «Rakata» o «Tiro».
A pesar de su origen como movimiento underground, en los últimos años la popularidad del neoperreo ha aumentado de forma notable, influyendo en obras de gran impacto comercial y crítico como Motomami de Rosalía y artistas como Bad Gyal o La Zowi.

## Artistas y estética
Además de Tomasa del Real y Ms Nina, otras figuras habitualmente citadas como parte del subgénero son La Goony Chonga, Bea Pelea, Paul Marmota, DJ Florentino, Lizz o Isabella Lovestory. Internet ha sido considerado como fundamental para la articulación del subgénero y sus artistas con frecuencia han hecho uso de una estética que combina elementos futuristas o del net art con otros más asociados a la cultura de barrio y los orígenes del reguetón.

### Representantes
| - Tomasa del Real - Ms Nina - Bad Gyal - La Goony Chonga - Lizz - Arca - Bea Pelea | - Isabella Lovestory - Safety Trance - Kelman Duran - Meth Math - Paul Marmota - Dinamarca | - DJ Florentino - Sangre Nueva - Kamixlo - Merca Bae - Six Sex - Tayhana - King Doudou | - La Favi - Kevin Fret - Rosa Pistola - TECH GRL - Toccororo - Baja Frecuencia - Sassyggirl - Yajaira la Beyaca |